# ある秘密
『ある秘密』（あるひみつ、Un secret）は2007年のフランスの歴史映画。監督はクロード・ミレール、出演はセシル・ドゥ・フランスとリュディヴィーヌ・サニエなど。ユダヤ人の精神科医で作家のフィリップ・グランベールが自らの実体験をもとに執筆した同名ベストセラー小説（新潮クレスト・ブックス刊）を原作としている。2007年9月3日にモントリオール世界映画祭で初上映され、同映画祭の最優秀作品賞を受賞している。また、第33回セザール賞では最多となる11のノミネートを受け、そのうち助演女優賞（ジュリー・ドパルデュー）を受賞している。

## ストーリー
第二次世界大戦後のフランスで、スポーツの得意な両親を持ちながら、病弱で運動の苦手なユダヤ系の少年フランソワは、自分とは対照的な理想の兄を空想の中で作り上げていた。そんなある日、フランソワは、授業でホロコーストの映像を見ている時にユダヤ人を侮辱する言葉を口にした同級生を殴りつけてしまう。この事件をきっかけに、父の友人で家族同然の付き合いをしている独身女性ルイーズから両親が長年にわたって封印して来た過去の秘密を聞かされる。それはナチス・ドイツ占領下のフランスで起きたユダヤ人迫害の忌まわしい事実であった。
フランソワの父マキシムと母タニアは、戦争前、それぞれ別の相手と結婚していた。しかも、マキシムの妻アンナとタニアの夫ロベールは兄妹だった。マキシムはアンナとの結婚式で初めて出会ったタニアに一目で惹かれる。マキシムとアンナの間に息子シモンが生まれる。シモンは父親に似てスポーツが得意であったことから、マキシムはシモンを溺愛する。その一方でマキシムのタニアへの想いは強くなり、その想いにアンナも気付いてしまう。
ナチス・ドイツの侵攻でフランス国内のユダヤ人にも危険が迫ったことから、マキシムらはひとまず田舎に逃れることにする。先に現地に行っていたマキシムからの連絡を受け、アンナとシモン、そしてルイーズらが現地に向かう。ところがその途中で身分証の提示が求められた時、あらかじめ用意していた「フランス人」の身分証明書を提示するはずが、アンナは敢えてユダヤ人であることを示す証明書を提示し、しかもシモンを自分の息子だと言ったために2人とも掴まってしまう。そのころのアンナはマキシムのタニアへの想いや両親の行方が分からなくなっていたことなどから情緒不安定な状態に陥っていたのだ。
「フランス人」の身分証明書で逮捕を免れたルイーズはマキシムに、アンナが「間違えて」ユダヤ人の身分証明書を提示してしまったと伝える。一方、夫ロベールが収容所に入れられていたタニアも現地にやって来ていた。そして不安に沈むマキシムをタニアが慰めるうちに、2人は深い関係になってしまう。
戦争が終わり、マキシムらはパリに戻って来る。アンナとシモンの生存が絶望視される中、ロベールが収容所で病死していたことが判明する。そして、タニアがフランソワを出産すると、マキシムとタニアは結婚し、名字の綴りをフランス風に変える。
その後、成人したフランソワが、アンナと兄シモンの行方を調べると、2人はピチヴィエ収容所からアウシュビッツに送られた翌日にガス室送りになっていた。フランソワは娘にこの忌まわしい過去の話をしてやることにする。

## キャスト
- フランソワ: マチュー・アマルリック - キリスト教に改宗したユダヤ人。
- マキシム: パトリック・ブリュエル - フランソワの父。スポーツマン。
- タニア: セシル・ドゥ・フランス - フランソワの母。水泳チャンピオンでモデル。
- アンナ: リュディヴィーヌ・サニエ - マキシムの先妻。
- ルイーズ: ジュリー・ドパルデュー - マキシムの友人で家族同然の付き合いの独身女性。

## 作品の評価

### 映画批評家によるレビュー
アロシネによれば、フランスの21のメディアによる評価の平均点は5点満点中3.5点で、全てが3点以上をつけている。
Rotten Tomatoesによれば、批評家の一致した見解は「『ある秘密』は、痛切で、悲しく、そして美しく作られており、素晴らしい演技のおかげでソープオペラの世界に流れて行ってしまうのを防いでいる。」であり、46件の評論のうち高評価は78%にあたる36件で、平均点は10点満点中6.9点となっている。

### 受賞歴
| 賞                                   | 部門            | 対象                                    | 結果       |
| ------------------------------------ | --------------- | --------------------------------------- | ---------- |
| セザール賞                           | 作品賞          |                                         | ノミネート |
| セザール賞                           | 監督賞          | クロード・ミレール                      | ノミネート |
| セザール賞                           | 主演女優賞      | セシル・ドゥ・フランス                  | ノミネート |
| セザール賞                           | 助演女優賞      | リュディヴィーヌ・サニエ                | ノミネート |
| セザール賞                           | 助演女優賞      | ジュリー・ドパルデュー                  | 受賞       |
| セザール賞                           | 脚色賞          | クロード・ミレール ナタリー・カルテール | ノミネート |
| セザール賞                           | 美術賞          | ジャン＝ピエール・コユ＝スヴェルコ      | ノミネート |
| セザール賞                           | 衣裳デザイン賞  | ジャクリーヌ・ブシャール                | ノミネート |
| セザール賞                           | 撮影賞          | ジェラール・ド・バティスタ              | ノミネート |
| セザール賞                           | 編集賞          | ヴェロニク・ランジュ                    | ノミネート |
| セザール賞                           | 作曲賞          | ズビグニエフ・プレイスネル              | ノミネート |
| モントリオール世界映画祭             | 最優秀作品賞    |                                         | 受賞       |
| ナショナル・ボード・オブ・レビュー賞 | 外国映画トップ5 |                                         | 入賞       |